# Pleuraphodius kuijteni
Pleuraphodius kuijteni är en skalbaggsart som beskrevs av Rudolph Petrovitz 1969. Pleuraphodius kuijteni ingår i släktet Pleuraphodius och familjen Aphodiidae. Inga underarter finns listade i Catalogue of Life.